# Huatusco
Huatusco là một đô thị thuộc bang Veracruz, México. Năm 2005, dân số của đô thị này là 49081 người.